# C-31
Die C-31 (auch als Eix Costaner bezeichnet) ist eine katalanische Hauptverkehrsstraße. Sie entstand aus der Zusammenführung mehrerer bestehenden Straßen, Autopistas und Autovias, nachdem die "Primary Highway" durch die katalanische Regierung neu nummeriert wurden. Durch diese neue Regelung steht die erste Ziffer (C-31) dafür, dass die Autobahn südost – nordost verläuft (parallel zum Mittelmeer). Die zweite Nummer (C-31) steht dafür, dass sie am nächsten zum Mittelmeer ist.
Die Straße lässt sich in fünf Abschnitte einteilen, deren Charakteristik und Ausbauzustand sich teilweise stark unterscheidet. In Abschnitten, in denen die C-31 mindestens autobahnähnlich ausgebaut ist, ist sie analog zu Autopistas und Autovías mit blauem Hintergrund ausgeschildert, auf anderen Abschnitten wie Nationalstraßen mit rotem Hintergrund.

## Erster Abschnitt (El Vendrell-Vilanova i la Geltrú)
Der erste Abschnitt ersetzt die ehemalige C-246, die auch als „Costes del Garraf“ bekannt war. Sie beginnt mit der Kreuzung der N-340 in El Vendrell und verläuft parallel zur Küste Mittelmeers, verläuft durch mehrere Küstenstädte und mündet an einer Anschlussstelle in die C-32. Die Straße hat in diesem Abschnitt den Charakter einer Lokalstraße, der überregionale Verkehr wird in diesem Bereich auf der etwas landeinwärts liegenden C-32 geführt. Dieser Abschnitt der C-31 ist rund 23 Kilometer lang.

## Zweiter Abschnitt (Sitges-Castelldefels)
Nördlich von Sitges zweigt die C-31 wieder von der C-32 ab und verläuft sehr nahe an der Küste entlang. Aufgrund des schwierigen topographischen Verhältnisse in diesem Abschnitt verläuft die Straße hier sehr kurvig. Die C-32 verläuft weiterhin sehr nahe parallel zur C-31, ist hier allerdings auch wie eine Autobahn ausgebaut. Aus diesem Grund dient die C-31 hier auch hauptsächlich dem lokalen und, aufgrund des Ausblicks auf das Mittelmeer, touristischem Verkehr. Die Straße ist hier einbahnig mit einem Fahrstreifen je Richtung. Der Abschnitt ist rund 15 Kilometer lang.

## Dritter Abschnitt (Castelldefels-Barcelona)
Nachdem die C-31 im Westen von Castelldefels wieder auf die C-32 trifft, verlaufen beide für einige Kilometer parallel bzw. vereinigt, bis sich die Straßen in einer Autobahngabelung wieder aufteilen. Im weiteren Verlauf durch Castelldefels hat die C-31 den Charakter einer Schnellstraße (zwei Fahrstreifen je Richtung, bauliche Trennung der Richtungsfahrbahnen, höhenfreie Anschlüsse), ist aber formal noch keine Autovía. Erst kurz vor Passieren des Flughafens Barcelona-El Prat ist die C-31 als Autovía ausgeschildert und hat den Charakter einer Autobahn mit bis zu 4 Fahrstreifen je Richtung. Nach Passieren des Flusses Llobregat und der B-10 führt die C-31 mehrstreifig mit baulicher Trennung der Richtungsfahrbahnen und niveaufreier Unterfahrung mehrerer innerstädtischer Kreuzungen nach Barcelona hinein, bis sie auf Höhe des Montjuïc in die Stadtstraße Gran Via de les Corts Catalanes übergeht. Dieser Abschnitt ist rund 24 Kilometer lang.

## Vierter Abschnitt (Barcelona-Montgat)
Der vierte Abschnitt war früher Teil der AP-19, der ersten Autopista Spaniens (1969). Sie beginnt am Plaça de les Glòries Catalanes in Barcelona, den sie in einem Tunnel unterquert. Anschließend verläuft sie in Tieflage zwischen den Fahrstreifen der Gran Via de les Corts Catalanes, bis sie die B-10 kreuzt. Anschließend verläuft sie parallel zur Küste Badalonas und endet an der Kreuzung mit der B-20 und der C-32 in Montgat. Der gesamte Abschnitt besitzt auf ganzer Länge mindestens zwei Fahrstreifen je Richtung und ist rund 12 Kilometer lang.

## Fünfter Abschnitt (Santa Cristina d'Aro-Figueres)
Der Abschnitt ersetzt die ehemaligen C-253 und C-252. Sie beginnt am Ende der C-65 in Santa Cristina d’Aro und verläuft parallel zur Küste Costa Brava. Es folgen die Städte Castell-Platja d'Aro, Palamós, Palafrugell, bis hierher ist sie als Autovia geführt. Ab hier nimmt sie eher den Charakter einer Bundesstraße ein. Es folgen Pals, Torroella de Montgrí und Verges. Auf diesem Abschnitt gibt es sehr viele Kreuzungen und Kreisverkehre. Ab Verges ist die Strecke wieder kreuzungsfrei gebaut aber nur zweistreifig für 100 Kilometer pro Stunde ausgelegt und führt weiter über Viladamat, bevor sie in Figueres endet. Dieser Abschnitt ist rund 70&nbso;Kilometer lang.